# Liste des ministres haïtiens des Travaux publics
Le ministère des Travaux publics d'Haïti fut créé en 1889. La loi du 31 octobre 1957 le renomme ministère des Travaux publics, Transports et Communications.

## Liste
- 29 octobre 1889 – 1er août 1890: Clément Haentjens
- 1er août 1890 – 1er juillet 1891: Hugon Lechaud
- 1er juillet 1891 – 19 août 1891: Jean-Joseph Chancy
- 19 août 1891 – 11 août 1892: Dalbémar Jean-Joseph
- 11 août 1892 – 5 octobre 1893: Fabius Ducasse
- 5 octobre 1893 – 27 décembre 1894: Ultimo Saint-Amand
- 27 décembre 1894 – 28 décembre 1895: Brenor Prophète
- 28 décembre 1895 – 6 avril 1896: Pourcely Faine
- 6 avril 1896 – 13 décembre 1897: Jean-Chrisostome Arteaud
- 13 décembre 1897 – 12 mai 1902: Cincinnatus Leconte
- 20 mai 1902 – 22 décembre 1902: Démosthène Césarions
- 22 décembre 1902 – 4 avril 1903: Paulinus Paulin
- 4 avril 1903 – 11 octobre 1903: Néré Numa
- 11 octobre 1903 – 6 décembre 1908: Numa Laraque
- 8 décembre 1908 – 19 décembre 1908: Pétion Eveillard
- 19 décembre 1908 – 24 juillet 1909: Louis-Auguste Boisrond-Canal
- 24 juillet 1909 – 15 février 1910: Pétion Pierre-André
- 15 février 1910 – 19 décembre 1910: Murat Claude
- 19 décembre 1910 – 4 août 1911: Jean-Joseph Magnan
- 4 août 1911 – 16 août 1911: Annibal Béliard
- 16 août 1911 – 16 septembre 1912: John Laroche
- 16 septembre 1912 – 4 mai 1913: Guatimosin Boco
- 17 mai 1913 – 30 juin 1913: Edouard Supplice
- 30 juin 1913 – 8 février 1914: Emmanuel Morel
- 8 février 1914 – 11 novembre 1914: John Laroche (2e fois)
- 11 novembre 1914 – 27 février 1915: Eribert Saint-Vil Noël
- 27 février 1915 – 27 juillet 1915: Joseph Glémaud
- 14 août 1915 – 9 septembre 1915: Antoine Sansaricq
- 9 septembre 1915 – 3 octobre 1915: Paul Salomon
- 3 octobre 1915 – 29 janvier 1916: Jean-Baptiste Dartigue
- 29 janvier 1916 – 9 mai 1916: Louis Borno
- 9 mai 1916 – 8 août 1916: Constant Vieux
- 8 août 1916 – 17 avril 1917: Sténio Vincent
- 17 avril 1917 – 7 mai 1917: Etienne Magloire
- 7 mai 1917 – 3 juillet 1917: Edmond Dupuy
- 3 juillet 1917 – 20 juin 1918: Furcy Chatelain
- 20 juin 1918 – 15 mai 1922: Louis Roy
- 15 mai 1922 – 27 novembre 1922: Antoine Sansaricq
- 27 novembre 1922 – 27 septembre 1923: Charles Fombrun
- 27 septembre 1923 – 20 octobre 1924: Luc Théard
- 20 octobre 1924 – 17 mars 1926: René T. Auguste
- 17 mars 1926 – 2 juillet 1928: Charles Fombrun (2e fois)
- 2 juillet 1928 – 25 novembre 1929: Léonce Borno
- 25 novembre 1929 – 15 mai 1930: Charles de Delva
- 15 mai 1930 – 19 août 1930: Ernest Douyon
- 19 août 1930 – 22 novembre 1930: Dumarsais Honoré
- 22 novembre 1930 – 15 mai 1931: Perceval Thoby
- 15 mai 1931 – 6 octobre 1931: Ernest Douyon
- 6 octobre 1931 – 17 mai 1932: René T. Auguste (2e fois)
- 17 mai 1932 – 1er août 1932: Raphaël Noël
- 1er août 1932 – 20 septembre 1933: Edgar Fanfan
- 20 septembre 1933 – 15 mai 1934: Lucien Hibbert
- 15 mai 1934 – 24 décembre 1934: Timoléon C. Brutus
- 24 décembre 1934 – 10 janvier 1936: Félesmin Etienne
- 10 janvier 1936 – 10 octobre 1936: Raphaël Brouard
- 10 octobre 1936 – 29 novembre 1937: Alfred Tovar
- 29 novembre 1937 – 15 septembre 1938: Guy Dugué
- 15 septembre 1938 – 10 octobre 1940: Léon Laleau
- 10 octobre 1940 – 15 mai 1941: Raphaël Brouard (2e fois)
- 15 mai 1941 – 21 novembre 1941: Joseph Raphaël Noël
- 21 novembre 1941 – 10 juin 1943: François Georges
- 10 juin 1943 – 7 août 1944: Théophile Richard
- 7 août 1944 – 11 janvier 1946: Luc Fouché
- 12 janvier 1946 – 16 août 1946: Albert Renard
- 19 août 1946 – 10 avril 1947: Maurice Latortue
- 10 avril 1947 – 8 décembre 1947: François Georges (2e fois)
- 8 décembre 1947 – 14 octobre 1949: Paul Péreira
- 14 octobre 1949 – 6 mai 1950: Pierre Nazon
- 12 mai 1950 – 6 décembre 1950: Luc Fouché (2e fois)
- 6 décembre 1950 – 29 février 1952: Arsène Magloire
- 29 février 1952 – 1er avril 1953: Joseph D. Charles
- 1er avril 1953 – 30 juillet 1954: Georges Cauvin
- 30 juillet 1954 – 12 mai 1955: Maurice Pierre-Antoine
- 17 mai 1955 – 29 août 1956: Raoul Saint-Lot
- 29 août 1956 – 14 décembre 1956: Adrien Roy
- 14 décembre 1956 – 9 février 1957: Hughes Bourjolly
- 9 février 1957 – 6 avril 1957: Antonio Rimpel
- 6 avril 1957 – 23 avril 1957: Théodore Nicoleau
- avril 1957 - : Seymour Lamothe (a. i.)
- 27 mai 1957 – 14 juin 1957: Edmond Sylvain
- 14 juin 1957 – 22 octobre 1957: Oswald Hyppolite
- 22 octobre 1957 – 16 décembre 1957: Marcel Vaval
- 16 décembre 1957 – 17 juin 1958: Antonio Rimpel (2e fois)
- 17 juin 1958 – 4 novembre 1958: Arthur Bonhomme
- 4 novembre 1958 – 22 avril 1959: Jean A. Magloire
- 22 avril 1959 – 19 octobre 1960: Lamartinière Honorat
- 25 octobre 1960 – 30 mai 1961: Marcel Daumec
- 30 mai 1961 – 18 janvier 1963: Louis R. Lévêque
- 18 janvier 1963 – 22 mai 1967: Luckner Cambronne
- 22 mai 1967 – 22 avril 1971: Raoul Lespinasse
- 22 avril 1971 – 15 novembre 1972: Pierre Petit
- 15 novembre 1972 – 9 août 1973: Max A. Bonhomme
- 9 août 1973 – 31 mars 1976: Pierre Petit (2e fois)
- 31 mars 1976 – 27 mai 1977: Fernand Laurin
- 27 mai 1977 – 13 novembre 1979: Pierre Saint-Côme
- 13 novembre 1979 – 30 mai 1984: Alix Cinéas
- 30 mai 1984 – 5 octobre 1984: Fritz Benjamin
- 5 octobre 1984 – 10 juin 1985: Théophile Roche
- 10 juin 1985 – 5 novembre 1985: Maxime Léon
- 5 novembre 1985 – 7 février 1986: Alix Cinéas (2e fois)
- 7 février 1986 – 14 novembre 1986: Pierre Petit (3e fois)
- 14 novembre 1986 – 7 février 1988: Jacques Joachim
- 12 février 1988 – 20 juin 1988: Élysée Nicoleau
- 20 juin 1988 – 18 septembre 1988: Alphonse Désulmé
- 18 septembre 1988 – 18 décembre 1988: Franck Paultre
- 18 décembre 1988 – 16 mars 1990: Franck R. Cavé
- 16 mars 1990 – 27 septembre 1990: Jean-Pierre M. Pierre Louis
- 27 septembre 1990 – 7 février 1991: Pierre Foucauld
- 19 février 1991 – 30 septembre 1991: Frantz Verella
- 15 octobre 1991 – 19 juin 1992: Marc-Henri Rousseau François
- 19 juin 1992 – 4 juin 1993: Jean Carmélo Pierre-Louis
- 1er septembre 1993 – 16 mai 1994: Rosemond Pradel
- 16 mai 1994 – 8 novembre 1994: Jacques Rousseau
- 8 novembre 1994 – 17 janvier 1995: Marc-Henri Rousseau François (2e fois)
- 17 janvier 1995 – 7 novembre 1995: Georges Anglade
- 7 novembre 1995 – 24 mars 1999: Jacques Dorcéan
- 24 mars 1999 – 2 mars 2001: Max Alcé
- 2 mars 2001 – 18 mars 2002: Ernst Laraque
- 18 mars 2002 – 29 février 2004: Harry Clinton
- 17 mars 2004 – 21 octobre 2004: Jean-Paul Toussaint
- 21 octobre 2004 – 9 juin 2006: Fritz Adrien
- 6 juin 2006 – 6 septembre 2008: Frantz Verella (2e fois)
- 6 septembre 2008 – 18 octobre 2011: Jacques Gabriel
- 18 octobre 2011 - 23 mars 2016: Jacques Rousseau (2e fois)
- 23 mars 2016 - 13 mars 2017: Jacques Evelt Eveillard
- 13 mars 2017 - 4 mars 2020 : Fritz Caillot
- 4 mars 2020 - 20 juillet 2021 : Nader Joiséu
- 20 juillet 2021 - 24 novembre 2021 : Wilson Édouard
- depuis le 24 novembre 2021 : Rosemond Pradel